# Categoría Primera A (2003)
I liga kolumbijska w piłce nożnej (2003)
Mistrzem Kolumbii turnieju Apertura został klub Once Caldas, natomiast wicemistrzem Kolumbii - klub Atlético Junior.
Mistrzem Kolumbii turnieju Finalización został klub Tolima Ibagué, natomiast wicemistrzem Kolumbii - klub Deportivo Cali.
Do Copa Libertadores w roku 2004 zakwalifikowały się następujące kluby:
- Once Caldas (mistrz Apertura)
- Tolima Ibagué (mistrz Finalización)
- Deportivo Cali (1. miejsce w tabeli sumarycznej)

Do Copa Sudamericana w roku 2004 zakwalifikowały się następujące kluby:
- Millonarios FC (2. miejsce w tabeli sumarycznej)
- Atlético Junior

Kluby, które spadły do II ligi:
- Centauros Villavicencio (ostatni w tabeli spadkowej)

Na miejsce spadkowiczów awansowały z drugiej ligi następujące kluby:
- Chicó Bogotá - mistrz II ligi

## Torneo Apertura 2003

### Apertura 1
| Data          | Mecz |
| ------------- | --- |
| 2 lutego 2003 | Independiente Santa Fe – Atlético Junior 1:0 Milton Rodríguez 48                                              |
| 2 lutego 2003 | Deportivo Pereira – Deportivo Tuluá 0:0                                                                       |
| 2 lutego 2003 | Atlético Bucaramanga – Atlético Nacional 2:1 Weymar Olivares 56k, Wilson Carpintero 71 - Christian Marrugo 34 |
| 2 lutego 2003 | Deportivo Cali – Atlético Huila 2:1 Jairo Patiño 50, 91 - Henry Vásquez 11                                    |
| 2 lutego 2003 | Deportivo Pasto – Centauros Villavicencio 1:1 Walter Escobar 80 - Rubiel Quintana 12                          |
| 2 lutego 2003 | Independiente Medellín – Envigado 1:2 David Fernando Montoya 26 - Blas Pérez 53, Alexánder Orrego 63          |
| 2 lutego 2003 | Unión Magdalena – Millonarios FC 1:2 José Herrera 75 - Wilberto Valencia 11, 24                               |
| 5 marca 2003  | Quindío Armenia – Once Caldas 1:2 Nelson Gómez 61 - Arnulfo Valentierra 26, Sergio Galván 38                  |
| 12 marca 2003 | Tolima Ibagué – América Cali 2:0 Arley Dinas 63, Elson Becerra 75                                             |

### Apertura 2
| Data           | Mecz |
| -------------- | --- |
| 9 lutego 2003  | Millonarios FC – Independiente Santa Fe 2:2 Belmer Aguilar 30, Johan Viáfara 62 - Jorge Herrera 7, Julián González 87 |
| 9 lutego 2003  | Once Caldas – Unión Magdalena 2:1 Arnulfo Valentierra 43k, Sergio Galván 69 - Ángelo Labastidas 82                    |
| 9 lutego 2003  | América Cali – Independiente Medellín 3:1 Julián Vásquez 27, 64, 71 - David Fernando Montoya 5                        |
| 9 lutego 2003  | Atlético Huila – Deportivo Pasto 1:0 Ramiro Madrid 69                                                                 |
| 9 lutego 2003  | Atlético Nacional – Deportivo Cali 1:0 Héctor Hurtado 80                                                              |
| 9 lutego 2003  | Deportivo Tuluá – Atlético Bucaramanga 1:1 Óscar Londoño 43 - Wilson Carpintero 67                                    |
| 9 lutego 2003  | Atlético Junior – Deportivo Pereira 2:1 Martín Arzuaga 19, Eudalio Arriaga 83k - Víctor Cortés 58                     |
| 13 lutego 2003 | Envigado – Quindío Armenia 1:0 Alexánder Orrego 29                                                                    |
| 5 marca 2003   | Centauros Villavicencio – Tolima Ibagué 2:1 Néstor Salazar 9, Herly Alcázar 24 - Amir Buelvas 20                      |

### Apertura 3
| Data         | Mecz |
| ------------ | --- |
| 5 marca 2003 | Deportivo Pereira – Independiente Santa Fe 2:0 Hugo Sánchez 19k, Arley Betancur 65                                                             |
| 5 marca 2003 | Atlético Bucaramanga – Atlético Junior 2:0 Wilson Carpintero 20, 62                                                                            |
| 5 marca 2003 | Deportivo Cali – Deportivo Tuluá 2:0 Carlos Castillo 56, 79                                                                                    |
| 5 marca 2003 | Deportivo Pasto – Atlético Nacional 1:0 Carlos Eduardo Salazar 1                                                                               |
| 5 marca 2003 | Tolima Ibagué – Atlético Huila 3:1 John Charria 13, 64, Elson Becerra 75 - Harold Rivera 80k                                                   |
| 5 marca 2003 | Independiente Medellín – Centauros Villavicencio 1:1 Diego Álvarez 78 - Oswaldo Mackenzie 56                                                   |
| 5 marca 2003 | Quindío Armenia – América Cali 2:4 Nelson Gómez 19, Wilson Segura 55 - Julián Vásquez 8, 54, Fabián Andrés Vargas 27, Leonardo Fabio Moreno 88 |
| 5 marca 2003 | Unión Magdalena – Envigado 2:0 Orlando Fuentes 10, 51                                                                                          |
| 5 marca 2003 | Millonarios FC – Once Caldas 0:0 |

### Apertura 4
| Data           | Mecz |
| -------------- | --- |
| 19 lutego 2003 | Independiente Santa Fe – Once Caldas 1:0 Luis Zuleta 7 |
| 19 lutego 2003 | América Cali – Unión Magdalena 6:2 Julián Vásquez 47, James López 54, Leonardo Moreno 62, Fabián Andrés Vargas 72, Iván López 76, David Ferreira 82 - José Herrera 74, Víctor Danilo Pacheco 89k |
| 19 lutego 2003 | Atlético Nacional – Tolima Ibagué 1:0 Rafael Castillo 6 |
| 19 lutego 2003 | Deportivo Tuluá – Deportivo Pasto 2:0 Óscar Londoño 47, Javier Arizala 84 |
| 19 lutego 2003 | Centauros Villavicencio – Quindío Armenia 2:0 Herly Alcázar 56, Rubiel Quintana 61 |
| 19 lutego 2003 | Deportivo Pereira – Atlético Bucaramanga 3:3 Víctor Cortés 25, Pablo Jaramillo 45, Hugo Sánchez 89 - Andrés Sarmiento 33, Wilson Carpintero 42, Jorge Parra 47                                   |
| 26 lutego 2003 | Envigado – Millonarios FC 2:0 Hugo Arias 45, Alexánder Orrego 83 |
| 5 marca 2003   | Atlético Junior – Deportivo Cali 2:0 Orlando Ballesteros 7, 48 |
| 19 marca 2003  | Atlético Huila – Independiente Medellín 1:0 Julián Mosquera 65 |

### Apertura 5
| Data           | Mecz |
| -------------- | --- |
| 22 lutego 2003 | Deportivo Cali – Deportivo Pereira 3:3 Jorge Díaz 24, Guillermo Rivera 40, Léider Preciado 76 - Edison Fonseca 7, Víctor Cortés 59, Jair Benítez 95 |
| 23 lutego 2003 | Atlético Bucaramanga – Independiente Santa Fe 1:1 Diego Chacón 6 - Luis Zuleta 56                                                                   |
| 23 lutego 2003 | Deportivo Pasto – Atlético Junior 0:1 Martín Arzuaga 88                                                                                             |
| 23 lutego 2003 | Tolima Ibagué – Deportivo Tuluá 0:0 |
| 23 lutego 2003 | Quindío Armenia – Atlético Huila 1:1 Andrés Santamaría 67 - Álvaro Domínguez 88                                                                     |
| 23 lutego 2003 | Unión Magdalena – Centauros Villavicencio 0:1 Oswaldo Mackenzie 18                                                                                  |
| 23 lutego 2003 | Millonarios FC – América Cali 3:0 Carlos Ortíz 27, 39, Máyer Andrés Candelo 76                                                                      |
| 23 lutego 2003 | Once Caldas – Envigado 1:0 Arnulfo Valentierra 21                                                                                                   |
| 12 marca 2003  | Independiente Medellín – Atlético Nacional 1:2 Mauricio Alejandro Molina 86 - Iván Velásquez 32, Rafael Castillo 78                                 |

### Apertura 6
| Data         | Mecz |
| ------------ | --- |
| 1 marca 2003 | América Cali – Once Caldas 1:1 Leonardo Fabio Moreno 49 - Arnulfo Valentierra 91                                        |
| 2 marca 2003 | Independiente Santa Fe – Envigado 0:0                                                                                   |
| 2 marca 2003 | Centauros Villavicencio – Millonarios FC 1:1 Oswaldo Mackenzie 48k - Julián Téllez 11                                   |
| 2 marca 2003 | Atlético Huila – Unión Magdalena 2:2 Henry Vásquez 21, Álvaro Domínguez 42 - Fernando Pérez 66, Elkin Amador 85         |
| 2 marca 2003 | Atlético Nacional – Quindío Armenia 3:0 Néider Morantes 23k, Aquivaldo Mosquera 35, Jair Rambal 87                      |
| 2 marca 2003 | Deportivo Tuluá – Independiente Medellín 0:4 David Fernando Montoya 41, Tressor Moreno 66, Carlos Andrés Álvarez 70, 86 |
| 2 marca 2003 | Atlético Junior – Tolima Ibagué 2:1 Martín Arzuaga 83, Leonardo Rojano 85k - Elson Becerra 78                           |
| 2 marca 2003 | Deportivo Pereira – Deportivo Pasto 0:2 Óscar Echeverry 63, Jorge Hernando Vidal 74                                     |
| 2 marca 2003 | Atlético Bucaramanga – Deportivo Cali 1:1 Néstor Raúl Cuadros 46 - José Mera 30                                         |

### Apertura 7
| Data             | Mecz |
| ---------------- | --- |
| 7 marca 2003     | Deportivo Cali – Independiente Santa Fe 4:2 Jairo Patiño 12, Elkin Antonio Murillo 50, Giovanni Hernández 62, Carlos Castillo 76 - Milton Rodríguez 40, 56 |
| 9 marca 2003     | Deportivo Pasto – Atlético Bucaramanga 0:0 |
| 9 marca 2003     | Tolima Ibagué – Deportivo Pereira 2:0 John Charria 26, Elson Becerra 43                                                                                    |
| 9 marca 2003     | Quindío Armenia – Deportivo Tuluá 1:0 Nelson Gómez 60 |
| 9 marca 2003     | Unión Magdalena – Atlético Nacional 1:0 Elkin Amador 73 |
| 9 marca 2003     | Millonarios FC – Atlético Huila 0:0 |
| 9 marca 2003     | Once Caldas – Centauros Villavicencio 3:0 Elkin Soto 4, Jefrey Díaz 58, Arnulfo Valentierra 68 (z rzutu rożnego)                                           |
| 9 marca 2003     | Envigado – América Cali 2:3 Martín Echeverría 59, Hugo Arias 84 - Rubén Darío Bustos 31, Julián Vásquez 52, 80                                             |
| 16 kwietnia 2003 | Independiente Medellín – Atlético Junior 3:0 Roberto Peñalosa 10s, Jorge Horacio Serna 18, Diego Álvarez 26                                                |

### Apertura 8
| Data          | Mecz |
| ------------- | --- |
| 16 marca 2003 | Atlético Junior – Quindío Armenia 1:0 Martín Arzuaga 81                                                                                |
| 16 marca 2003 | Centauros Villavicencio – Envigado 1:1 Johny Burbano 18 - Martín Echeverría 16                                                         |
| 16 marca 2003 | Deportivo Cali – Deportivo Pasto 3:1 Léider Preciado 17, Giovanni Hernández 40, Carlos Castillo 55 - Óscar Echeverry 69                |
| 16 marca 2003 | Atlético Bucaramanga – Tolima Ibagué 3:0 Andrés Sarmiento 39, Henry Hernández 77, 85                                                   |
| 16 marca 2003 | Atlético Nacional – Millonarios FC 0:0                                                                                                 |
| 16 marca 2003 | Deportivo Pereira – Independiente Medellín 2:1 Ricardo Álvarez 49, Pablo Jaramillo 88 - Mauricio Alejandro Molina 62                   |
| 16 marca 2003 | Deportivo Tuluá – Unión Magdalena 2:3 Márcio Cruz 14, Julián Barahona 43 - José Herrera 18, Andrés Buelvas 74, Iván René Valenciano 80 |
| 16 marca 2003 | Atlético Huila – Once Caldas 1:3 Julián Mosquera 47 - Rubén Darío Velásquez 18, Sergio Galván 25, Arnulfo Valentierra 76               |
| 16 marca 2003 | Independiente Santa Fe – América Cali 0:1 Rubén Darío Bustos 58                                                                        |

### Apertura 9
| Data          | Mecz                                                                                                |
| ------------- | --------------------------------------------------------------------------------------------------- |
| 23 marca 2003 | Once Caldas – Deportivo Pereira 2:0 Rubén Darío Velásquez 15, Sergio Galván 43                      |
| 23 marca 2003 | Atlético Bucaramanga – Envigado 1:0 Wilson Carpintero 78                                            |
| 23 marca 2003 | América Cali – Deportivo Cali 2:0 Óscar Eduardo Villareal 3, Jorge Banguero 51                      |
| 23 marca 2003 | Centauros Villavicencio – Deportivo Pasto 1:1 Oswaldo Mackenzie 61 - Walter Escobar 85              |
| 23 marca 2003 | Atlético Huila – Tolima Ibagué 2:2 Álvaro Domínguez 56, Henry Vásquez 58 - Ricardo Ciciliano 30, 82 |
| 23 marca 2003 | Atlético Nacional – Independiente Medellín 0:1 Paulo César Diniz 90                                 |
| 23 marca 2003 | Deportivo Tuluá – Quindío Armenia 1:1 Óscar Londoño 90 - Nelson Gómez 28                            |
| 23 marca 2003 | Atlético Junior – Unión Magdalena 2:1 Eudalio Arriaga 61, 66 - Iván René Valenciano 87              |
| 23 marca 2003 | Independiente Santa Fe – Millonarios FC 0:2 Omar Guerra 20, Jorge López Caballero 26                |

### Apertura 10
| Data          | Mecz |
| ------------- | --- |
| 30 marca 2003 | Deportivo Pasto – Independiente Santa Fe 1:0 Carlos Hidalgo 11                                                                                |
| 30 marca 2003 | Tolima Ibagué – Deportivo Cali 0:2 Jorge Díaz 45, Néstor Álvarez 64                                                                           |
| 30 marca 2003 | Independiente Medellín – Atlético Bucaramanga 4:0 Tressor Moreno 44, Carlos Andrés Álvarez 46, Diego Álvarez 71, Mauricio Alejandro Molina 92 |
| 30 marca 2003 | Quindío Armenia – Deportivo Pereira 1:0 Nelson Gómez 84                                                                                       |
| 30 marca 2003 | Unión Magdalena – Atlético Junior 1:1 Iván René Valenciano 57k - Martín Arzuaga 69                                                            |
| 30 marca 2003 | Millonarios FC – Deportivo Tuluá 0:0 |
| 30 marca 2003 | Envigado – Atlético Huila 2:2 Alexánder Orrego 14, Blas Pérez 90 - Henry Vásquez 61, Wilder Medina 91                                         |
| 30 marca 2003 | Once Caldas – Atlético Nacional 0:0 |
| 30 marca 2003 | América Cali – Centauros Villavicencio 1:1 Carlos Preciado 20 - Martín García 63                                                              |

### Apertura 11
| Data            | Mecz |
| --------------- | --- |
| 6 kwietnia 2003 | Independiente Santa Fe – Centauros Villavicencio 1:0 Jorge Herrera 85                                                                     |
| 6 kwietnia 2003 | Atlético Huila – América Cali 1:1 Harold Rivera 76k - Leonardo Fabio Moreno 41                                                            |
| 6 kwietnia 2003 | Atlético Nacional – Envigado 1:0 Edixon Perea 6                                                                                           |
| 6 kwietnia 2003 | Deportivo Tuluá – Once Caldas 1:1 Alex Sinisterra 29 - Rubén Darío Velásquez 93                                                           |
| 6 kwietnia 2003 | Atlético Junior – Millonarios FC 0:1 Julián Téllez 89                                                                                     |
| 6 kwietnia 2003 | Deportivo Pereira – Unión Magdalena 1:0 Johny Acosta 16                                                                                   |
| 6 kwietnia 2003 | Atlético Bucaramanga – Quindío Armenia 1:1 Andrés Sarmiento 51 - Nelson Gómez 7                                                           |
| 6 kwietnia 2003 | Deportivo Cali – Independiente Medellín 2:2 Jairo Patiño 12, Léider Preciado 69 - David Fernando Montoya 54, Mauricio Alejandro Molina 65 |
| 6 kwietnia 2003 | Deportivo Pasto – Tolima Ibagué 0:1 Ricardo Ciciliano 53                                                                                  |

### Apertura 12
| Data            | Mecz |
| --------------- | --- |
| 9 kwietnia 2003 | Tolima Ibagué – Independiente Santa Fe 1:2 Alex Comas 46 - Lucas Jaramillo 52, Milton Rodríguez 63                                      |
| 9 kwietnia 2003 | Independiente Medellín – Deportivo Pasto 1:1 Jorge Horacio Serna 14 - Walter Escobar 65                                                 |
| 9 kwietnia 2003 | Quindío Armenia – Deportivo Cali 0:2 Jorge Díaz 64, 74                                                                                  |
| 9 kwietnia 2003 | Unión Magdalena – Atlético Bucaramanga 0:0                                                                                              |
| 9 kwietnia 2003 | Millonarios FC – Deportivo Pereira 4:1 Omar Guerra 26, Julián Téllez 81, 89, Jorge López Caballero 85 - Hugo Sánchez 50                 |
| 9 kwietnia 2003 | Once Caldas – Atlético Junior 2:1 Elkin Soto 41, Arnulfo Valentierra 88 - Roberto Peñaloza 89                                           |
| 9 kwietnia 2003 | Envigado – Deportivo Tuluá 3:2 Jonathan Estrada 13, Róbinson Alexander Muñoz 53, Edison Aguilar 91 - Alex Sinisterra 61, Márcio Cruz 73 |
| 9 kwietnia 2003 | América Cali – Atlético Nacional 3:2 Julián Vásquez 4, Leonardo Fabio Moreno 16, 63 - Rafael Castillo 5, Freddy Grisales 41             |
| 9 kwietnia 2003 | Centauros Villavicencio – Atlético Huila 0:0                                                                                            |

### Apertura 13
| Data             | Mecz |
| ---------------- | --- |
| 13 kwietnia 2003 | Independiente Santa Fe – Atlético Huila 1:2 Milton Rodríguez 76k - Wilder Medina 25, Álvaro Domínguez 58                                       |
| 13 kwietnia 2003 | Atlético Nacional – Centauros Villavicencio 2:3 Freddy Grisales 13, Jair Rambal 69 - Oswaldo Mackenzie 28, Herly Alcázar 36, Néstor Salazar 67 |
| 13 kwietnia 2003 | Deportivo Tuluá – América Cali 0:0 |
| 13 kwietnia 2003 | Atlético Junior – Envigado 2:0 Eudalio Arriaga 2, Carlos Lara 32                                                                               |
| 13 kwietnia 2003 | Deportivo Pereira – Once Caldas 1:0 Arley Betancourt 81                                                                                        |
| 13 kwietnia 2003 | Atlético Bucaramanga – Millonarios FC 2:1 Wilson Carpintero 20, Mauricio Giraldo 87 - Máyer Andrés Candelo 85                                  |
| 13 kwietnia 2003 | Deportivo Cali – Unión Magdalena 2:2 Léider Preciado 23, 53 - Erwin Carrillo 9, 40                                                             |
| 13 kwietnia 2003 | Deportivo Pasto – Quindío Armenia 2:0 Luis Omar Valencia 12k, Óscar Darío Martínez 76                                                          |
| 13 kwietnia 2003 | Tolima Ibagué – Independiente Medellín 4:0 Elson Becerra 1, 63, 76, John Charria 30                                                            |

### Apertura 14
| Data             | Mecz |
| ---------------- | --- |
| 20 kwietnia 2003 | Independiente Medellín – Independiente Santa Fe 2:0 Jorge Horacio Serna 36, John Javier Restrepo 66k                           |
| 20 kwietnia 2003 | Quindío Armenia – Tolima Ibagué 2:2 Wilson Segura 45, Edison Mafla 49 - Elson Becerra 12, John Charria 30                      |
| 20 kwietnia 2003 | Unión Magdalena – Deportivo Pasto 1:0 Andrés Vuelvas 84                                                                        |
| 20 kwietnia 2003 | Millonarios FC – Deportivo Cali 2:1 Máyer Andrés Candelo 20, Julián Téllez 57 - Giovanni García 66                             |
| 20 kwietnia 2003 | Once Caldas – Atlético Bucaramanga 1:0 Edgar Cataño 54                                                                         |
| 20 kwietnia 2003 | Envigado – Deportivo Pereira 1:2 Róbinson Alexander Muñoz 78 - Leiner Orejuela 67s, John William Suárez 73                     |
| 20 kwietnia 2003 | América Cali – Atlético Junior 2:2 Óscar Eduardo Villareal 37, John Jairo Castillo 75 - Milton Patiño 57, Jamerson Rentería 85 |
| 20 kwietnia 2003 | Centauros Villavicencio – Deportivo Tuluá 3:2 Herly Alcázar 30, 65, Jersson González 54 - Óscar Londoño 44, Julián Hurtado 59  |
| 20 kwietnia 2003 | Atlético Huila – Atlético Nacional 2:1 Álvaro Domínguez 55, Henry Vásquez 64 - Edixon Perea 67                                 |

### Apertura 15
| Data             | Mecz |
| ---------------- | --- |
| 22 kwietnia 2003 | Deportivo Tuluá – Atlético Huila 2:2 Alex Sinisterra 54, Javier Arizala 73 - Fernando Uribe 11, Henry Vásquez 67 |
| 23 kwietnia 2003 | Atlético Junior – Centauros Villavicencio 1:2 Marcos Cardozo 11 - Oswaldo Mackenzie 41k, Néstor Salazar 85       |
| 23 kwietnia 2003 | Deportivo Pereira – América Cali 1:1 Francisco Franco 32 - Alfredo González 6                                    |
| 23 kwietnia 2003 | Envigado – Atlético Bucaramanga 2:1 Blas Pérez 21, 39 - Wilson Carpintero 69                                     |
| 23 kwietnia 2003 | Deportivo Cali – Once Caldas 0:1 Arnulfo Valentierra 66                                                          |
| 23 kwietnia 2003 | Deportivo Pasto – Millonarios FC 1:1 Luis Omar Valencia 78k - Andrés Pérez 82                                    |
| 23 kwietnia 2003 | Tolima Ibagué – Unión Magdalena 0:0                                                                              |
| 23 kwietnia 2003 | Independiente Medellín – Quindío Armenia 2:0 Eriberto Velandia 40, Carlos Ortíz 44                               |
| 24 kwietnia 2003 | Independiente Santa Fe – Atlético Nacional 1:2 John Mario Ramírez 7k - Aquivaldo Mosquera 78, Jorge Agudelo 81   |

### Apertura 16
| Data             | Mecz |
| ---------------- | --- |
| 27 kwietnia 2003 | Quindío Armenia – Independiente Santa Fe 2:1 Edison Mafla 61, Pablo Vacca 82 - Carlos Vilarete 29                                                                 |
| 27 kwietnia 2003 | Unión Magdalena – Independiente Medellín 2:0 Andrés Buelvas 9, Carlos Mendoza 44                                                                                  |
| 27 kwietnia 2003 | Millonarios FC – Tolima Ibagué 3:1 Hermes Martínez 5, Máyer Andrés Candelo 59k, Arley Dinas 84s - Arley Dinas 61                                                  |
| 27 kwietnia 2003 | Once Caldas – Deportivo Pasto 2:1 Sergio Galván 53, Rubén Darío Velásquez 90 - Luis Omar Valencia 18                                                              |
| 27 kwietnia 2003 | Envigado – Deportivo Cali 0:1 Néstor Álvarez 86 |
| 27 kwietnia 2003 | América Cali – Atlético Bucaramanga 2:1 Edier Londoño 50, Leonardo Fabio Moreno 64 - Wilson Carpintero 1                                                          |
| 27 kwietnia 2003 | Centauros Villavicencio – Deportivo Pereira 3:3 Oswaldo Mackenzie 30, Herly Alcázar 59, Néstor Salazar 80 - Johny Acosta 19, Jair Benítez 72, Harnold Palacios 90 |
| 27 kwietnia 2003 | Atlético Huila – Atlético Junior 1:0 Henry Vásquez 87 |
| 27 kwietnia 2003 | Atlético Nacional – Deportivo Tuluá 1:2 Rafael Castillo 87 - Óscar Londoño 74, Alex Sinisterra 81                                                                 |

### Apertura 17
| Data        | Mecz |
| ----------- | --- |
| 1 maja 2003 | Independiente Santa Fe – Deportivo Tuluá 2:0 Milton Rodríguez 56, Lucas Jaramillo 76                          |
| 1 maja 2003 | Atlético Junior – Atlético Nacional 2:0 Marcos Cardozo 31, Martín Arzuaga 80                                  |
| 1 maja 2003 | Deportivo Pereira – Atlético Huila 1:0 Víctor Cortés 44                                                       |
| 1 maja 2003 | Atlético Bucaramanga – Centauros Villavicencio 1:0 Emerson Chamorro 37                                        |
| 1 maja 2003 | Deportivo Cali – América Cali 1:0 Carlos Castillo 57                                                          |
| 1 maja 2003 | Deportivo Pasto – Envigado 2:2 Gerardo Diego Seoane 3, 27 - Johnny Ramírez 13k, Óscar Rodríguez 16            |
| 1 maja 2003 | Tolima Ibagué – Once Caldas 3:2 Alex Comas 1, 50, Justiniano Peña 9 - Arnulfo Valentierra 61, Jhon Viáfara 91 |
| 1 maja 2003 | Independiente Medellín – Millonarios FC 2:0 Tressor Moreno 28, Carlos Andrés Álvarez 46+                      |
| 1 maja 2003 | Quindío Armenia – Unión Magdalena 1:2 Nélson Gómez 47 - Iván René Valenciano 10, 74                           |

### Apertura 18
| Data        | Mecz |
| ----------- | --- |
| 4 maja 2003 | Unión Magdalena – Independiente Santa Fe 1:0 Aníbal Pérez 36 |
| 4 maja 2003 | Millonarios FC – Quindío Armenia 1:0 Emner González 48 |
| 4 maja 2003 | Once Caldas – Independiente Medellín 3:3 Jhon Viáfara 43, Luis Eduardo Lara 48, Jefrey Díaz 72 - Tressor Moreno 7, John Javier Restrepo 23, Mauricio Alejandro Molina 76k |
| 4 maja 2003 | Envigado – Tolima Ibagué 2:1 Róbinson Alexander Muñoz 17k, 43 - Alexander Fernández 10                                                                                    |
| 4 maja 2003 | Deportivo Tuluá – Atlético Junior 0:0 |
| 4 maja 2003 | América Cali – Deportivo Pasto 1:1 Julián Vásquez 21 - Luis Omar Valencia 38                                                                                              |
| 4 maja 2003 | Atlético Huila – Atlético Bucaramanga 2:1 Edú Aponzá 64, Henry Vásquez 69 - John Felipe Rivas 22                                                                          |
| 4 maja 2003 | Centauros Villavicencio – Deportivo Cali 2:1 Herly Alcázar 13, 74 - John Montaño 61                                                                                       |
| 4 maja 2003 | Atlético Nacional – Deportivo Pereira 0:1 Harnold Palacios 84 |

### Tabela końcowa turnieju Apertura 2003
| Poz | Klub                    | Mecze | Zw | Rem | Por | Pkt | BrZd | BrStr |
| --- | ----------------------- | ----- | -- | --- | --- | --- | ---- | ----- |
| 1   | Once Caldas             | 18    | 10 | 5   | 3   | 35  | 26   | 15    |
| 2   | Millonarios FC          | 18    | 8  | 7   | 3   | 31  | 23   | 14    |
| 3   | América Cali            | 18    | 8  | 7   | 3   | 31  | 31   | 23    |
| 4   | Centauros Villavicencio | 18    | 7  | 8   | 3   | 29  | 24   | 21    |
| 5   | Deportivo Cali          | 18    | 8  | 4   | 6   | 28  | 27   | 22    |
| 6   | Atlético Junior         | 18    | 8  | 4   | 6   | 28  | 19   | 17    |
| 7   | Unión Magdalena         | 18    | 7  | 5   | 6   | 26  | 22   | 22    |
| 8   | Atlético Huila          | 18    | 6  | 8   | 4   | 26  | 22   | 22    |
| 9   | Independiente Medellín  | 18    | 7  | 4   | 7   | 25  | 29   | 23    |
| 10  | Deportivo Pereira       | 18    | 7  | 4   | 7   | 25  | 22   | 26    |
| 11  | Atlético Bucaramanga    | 18    | 6  | 7   | 5   | 25  | 21   | 20    |
| 12  | Tolima Ibagué           | 18    | 6  | 4   | 8   | 22  | 24   | 24    |
| 13  | Envigado                | 18    | 6  | 4   | 8   | 22  | 20   | 23    |
| 14  | Atlético Nacional       | 18    | 6  | 2   | 10  | 20  | 17   | 20    |
| 15  | Deportivo Pasto         | 18    | 4  | 7   | 7   | 19  | 15   | 18    |
| 16  | Independiente Santa Fe  | 18    | 5  | 3   | 10  | 18  | 15   | 23    |
| 17  | Deportivo Tuluá         | 18    | 2  | 9   | 7   | 15  | 15   | 24    |
| 18  | Quindío Armenia         | 18    | 3  | 4   | 11  | 13  | 13   | 28    |

### Apertura Cuadrangulares

#### Apertura Cuadrangulares 1
| Data         | Mecz |
| ------------ | --- |
| 10 maja 2003 | Unión Magdalena – Deportivo Cali 1:1 Iván René Valenciano 13 - Julián Barragán 65                            |
| 10 maja 2003 | América Cali – Once Caldas 1:3 Julián Vásquez 47 - Elkin Soto 27, Rubén Darío Velásquez 37, Sergio Galván 49 |
| 10 maja 2003 | Centauros Villavicencio – Deportivo Pereira 0:3 Víctor Cortés 2, 79, Hugo Sánchez 73                         |
| 10 maja 2003 | Atlético Junior – Millonarios FC 2:1 Milton Patiño 46k, Emerson Acuña 48 - Máyer Andrés Candelo 60           |

#### Apertura Cuadrangulares 2
| Data         | Mecz                                                                               |
| ------------ | ---------------------------------------------------------------------------------- |
| 14 maja 2003 | Deportivo Cali – América Cali 3:0 Léider Preciado 7, 18, Giovanni Hernández 48     |
| 14 maja 2003 | Once Caldas – Unión Magdalena 4:0 Arnulfo Valentierra 37, 70, Sergio Galván 62, 77 |
| 14 maja 2003 | Deportivo Pereira – Atlético Junior 0:2 Emerson Acuña 54, Martín Arzuaga 90        |
| 14 maja 2003 | Millonarios FC – Centauros Villavicencio 1:1 Julián Téllez 8 - Hermes Martínez 4s  |

#### Apertura Cuadrangulares 3
| Data         | Mecz                                                                                      |
| ------------ | ----------------------------------------------------------------------------------------- |
| 18 maja 2003 | Deportivo Cali – Once Caldas 0:3 Sergio Galván 51, Arnulfo Valentierra 61, Jefrey Díaz 85 |
| 18 maja 2003 | Unión Magdalena – América Cali 0:1 Leonardo Fabio Moreno 13                               |
| 18 maja 2003 | Deportivo Pereira – Millonarios FC 1:0 Nelson Flórez 61                                   |
| 18 maja 2003 | Centauros Villavicencio – Atlético Junior 1:0 Juan Carlos Palacios 12                     |

#### Apertura Cuadrangulares 4
| Data         | Mecz |
| ------------ | --- |
| 25 maja 2003 | América Cali – Unión Magdalena 4:1 Leonardo Fabio Moreno 5, 73k, John Cano 28, Óscar Eduardo Villareal 85 - José Herrera 45 |
| 25 maja 2003 | Millonarios FC – Deportivo Pereira 2:1 Julián Téllez 9, Carlos Eduardo Ortíz 53 - Arley Betancourt 43                       |
| 25 maja 2003 | Atlético Junior – Centauros Villavicencio 1:0 Martín Arzuaga 54                                                             |
| 26 maja 2003 | Once Caldas – Deportivo Cali 1:1 Arnulfo Valentierra 41 - Jairo Patiño 24                                                   |

#### Apertura Cuadrangulares 5
| Data         | Mecz |
| ------------ | --- |
| 28 maja 2003 | Unión Magdalena – Once Caldas 1:1 Fernando Pérez 53 - Jhon Viáfara 93                                                        |
| 28 maja 2003 | América Cali – Deportivo Cali 0:3 Léider Preciado 53, Darío Sala 84k, Elkin Antonio Murillo 92                               |
| 28 maja 2003 | Atlético Junior – Deportivo Pereira 3:1 Martín Arzuaga 36, 44, 82 - Víctor Cortés 61                                         |
| 28 maja 2003 | Centauros Villavicencio – Millonarios FC 3:1 Herly Alcázar 28, Néstor Salazar 58, Juan Carlos Palacios 78 - Julián Téllez 32 |

#### Apertura Cuadrangulares 6
| Data           | Mecz                                                                                                 |
| -------------- | --- |
| 1 czerwca 2003 | Once Caldas – América Cali 2:0 Sergio Galván 45, Jefrey Díaz 66                                      |
| 1 czerwca 2003 | Deportivo Cali – Unión Magdalena 2:0 Léider Preciado 12k, 52                                         |
| 1 czerwca 2003 | Millonarios FC – Atlético Junior 2:1 Luis Zapata 50, Juan Carlos Jaramillo 54 - Jámerson Rentería 80 |
| 1 czerwca 2003 | Deportivo Pereira – Centauros Villavicencio 3:0 Hugo Sánchez 18, Edison Fonseca 49, Jair Benítez 54  |

#### Tabele końcowe Apertura Cuadrangulares
| Poz | Klub            | Mecze | Zw | Rem | Por | Pkt | BrZd | BrStr |
| --- | --------------- | ----- | -- | --- | --- | --- | ---- | ----- |
| 1   | Once Caldas     | 6     | 4  | 2   | 0   | 14  | 14   | 3     |
| 2   | Deportivo Cali  | 6     | 3  | 2   | 1   | 11  | 10   | 5     |
| 3   | América Cali    | 6     | 2  | 0   | 4   | 6   | 6    | 12    |
| 4   | Unión Magdalena | 6     | 0  | 2   | 4   | 2   | 3    | 13    |

| Poz | Klub                    | Mecze | Zw | Rem | Por | Pkt | BrZd | BrStr |
| --- | ----------------------- | ----- | -- | --- | --- | --- | ---- | ----- |
| 1   | Atlético Junior         | 6     | 4  | 0   | 2   | 12  | 9    | 5     |
| 2   | Deportivo Pereira       | 6     | 3  | 0   | 3   | 9   | 9    | 7     |
| 3   | Millonarios FC          | 6     | 2  | 1   | 3   | 7   | 7    | 9     |
| 4   | Centauros Villavicencio | 6     | 2  | 1   | 3   | 7   | 5    | 9     |

### Apertura Finalisima
| Atlético Junior – Once Caldas 0:0 i 0:1 |
| 5 czerwca 2003 Barranquilla Estadio Metropolitano Roberto Meléndez (?) Atlético Junior – Once Caldas 0:0 Sędzia: ? Corporación Popular Deportiva Junior (trener ?): ? Once Caldas (trener ?): ?                       |
| 8 czerwca 2003 Manizales Estadio Palogrande (?) Once Caldas – Atlético Junior 1:0 (0:0) Sędzia: ? Bramki: 1:0 Sergio Alejandro Galván 74 Once Caldas (trener ?): ? Corporación Popular Deportiva Junior (trener ?): ? |

Mistrzem Kolumbii turnieju Apertura w roku 2003 został klub Once Caldas, natomiast wicemistrzem Kolumbii - klub Atlético Junior.

## Strzelcy bramek Apertura 2003
| Gole | Piłkarz               | Klub                 |
| ---- | --------------------- | -------------------- |
| 13   | Arnulfo Valentierra   | Once Caldas          |
| 11   | Julián Vásquez        | América Cali         |
| 10   | Leonardo Fabio Moreno | América Cali         |
| 9    | Wilson Carpintero     | Atlético Bucaramanga |

## Torneo Finalización 2003

### Finalización 1
| Data          | Mecz |
| ------------- | --- |
| 13 lipca 2003 | Millonarios FC – Unión Magdalena 0:1 Edwin Carrillo 49                                                           |
| 13 lipca 2003 | América Cali – Tolima Ibagué 2:2 Óscar Eduardo Villareal 4, Edier Londoño 7 - Rogerio Pereira 71, Arley Dinas 75 |
| 13 lipca 2003 | Atlético Junior – Independiente Santa Fe 2:0 Orlando Ballesteros 31, Jamerson Rentería 60                        |
| 13 lipca 2003 | Once Caldas – Quindío Armenia 1:1 Jefrey Díaz 48 - Víctor Giraldo 17                                             |
| 13 lipca 2003 | Atlético Huila – Deportivo Cali 1:2 Hárold Romaña 60 - Carlos Castillo 39, Léider Preciado 75                    |
| 13 lipca 2003 | Deportivo Tuluá – Deportivo Pereira 0:1 Francisco Franco 36                                                      |
| 13 lipca 2003 | Envigado – Independiente Medellín 0:0                                                                            |
| 13 lipca 2003 | Centauros Villavicencio – Deportivo Pasto 2:1 Oswaldo Mackenzie 10, Wilson Cuero 32 - Guillermo Rivera 77k       |
| 13 lipca 2003 | Atlético Nacional – Atlético Bucaramanga 0:0                                                                     |

### Finalización 2
| Data          | Mecz                                                                                            |
| ------------- | ----------------------------------------------------------------------------------------------- |
| 24 lipca 2003 | Independiente Santa Fe – Millonarios FC 1:1 John Mario Ramírez 33 - Julián Téllez 51            |
| 24 lipca 2003 | Independiente Medellín – América Cali 0:0                                                       |
| 24 lipca 2003 | Deportivo Pereira – Atlético Junior 1:1 César Martínez 17 - Eudalio Arriaga 78k                 |
| 24 lipca 2003 | Deportivo Pasto – Atlético Huila 2:1 Dumar Rueda 30, Óscar Darío Martínez 75 - Iván Trujillo 40 |
| 24 lipca 2003 | Tolima Ibagué – Centauros Villavicencio 1:1 John Charria 91 - Oswaldo Mackenzie 68              |
| 24 lipca 2003 | Quindío Armenia – Envigado 1:1 Andrés Felipe Guapacha 81 - Johnny Ramírez 68k                   |
| 24 lipca 2003 | Unión Magdalena – Once Caldas 1:0 Carlos Vilarete 23                                            |
| 24 lipca 2003 | Atlético Bucaramanga – Deportivo Tuluá 2:0 Wilson Carpintero 66, 75                             |
| 24 lipca 2003 | Deportivo Cali – Atlético Nacional 1:0 Carlos Castillo 27                                       |

### Finalización 3
| Data          | Mecz |
| ------------- | --- |
| 26 lipca 2003 | Independiente Santa Fe – Deportivo Pereira 1:0 Carlos Ortíz 49                                                                                         |
| 27 lipca 2003 | Atlético Junior – Atlético Bucaramanga 2:4 Martín Arzuaga 6, Haider Palacio 69 - Rafael Castillo 21, John Felipe Rivas 41, 43, Juan Carlos Quintero 88 |
| 27 lipca 2003 | Deportivo Tuluá – Deportivo Cali 0:4 Jimmy Asprilla 20, Léider Preciado 34, Máyer Andrés Candelo 43k, Carlos Castillo 45                               |
| 27 lipca 2003 | Atlético Nacional – Deportivo Pasto 3:0 Javier Arizala 5, 25, Carmelo Valencia 90                                                                      |
| 27 lipca 2003 | Atlético Huila – Tolima Ibagué 2:1 Juan Carlos Escobar 32, Jairo Hurtado 55 - Célimo Polo 29                                                           |
| 27 lipca 2003 | Centauros Villavicencio – Independiente Medellín 1:0 Néstor Salazar 51                                                                                 |
| 27 lipca 2003 | América Cali – Quindío Armenia 2:0 Óscar Eduardo Villareal 10, David Ferreira 17                                                                       |
| 27 lipca 2003 | Envigado – Unión Magdalena 0:0 |
| 27 lipca 2003 | Once Caldas – Millonarios FC 0:1 Leonardo Rojano 46 |

### Finalización 4
| Data            | Mecz |
| --------------- | --- |
| 2 sierpnia 2003 | Once Caldas – Independiente Santa Fe 0:0                                                                       |
| 3 sierpnia 2003 | Deportivo Cali – Atlético Junior 4:0 Léider Preciado 27, 48, 86, Carlos Castillo 43                            |
| 3 sierpnia 2003 | Atlético Bucaramanga – Deportivo Pereira 0:1 Cristian Fajardo 68s                                              |
| 3 sierpnia 2003 | Quindío Armenia – Centauros Villavicencio 3:1 Iván René Valenciano 16, 32, Nelson Gómez 69 - Néstor Salazar 68 |
| 3 sierpnia 2003 | Unión Magdalena – América Cali 0:2 José Alcides Moreno 5, David Ferreira 30                                    |
| 3 sierpnia 2003 | Tolima Ibagué – Atlético Nacional 2:1 Jorge Ricardo Artigas 39, Henry Zambrano 63 - Martín Echavarría 56       |
| 3 sierpnia 2003 | Millonarios FC – Envigado 2:0 Julián Téllez 19, Edwin Rivas 69                                                 |
| 3 sierpnia 2003 | Deportivo Pasto – Deportivo Tuluá 2:1 Alexander Padilla 36, Pablo Jaramillo 80 - Harold Rivera 3               |
| 3 sierpnia 2003 | Independiente Medellín – Atlético Huila 3:0 Diego Álvarez 10, 12, David Fernando Montoya 49                    |

### Finalización 5
| Data             | Mecz |
| ---------------- | --- |
| 10 sierpnia 2003 | Deportivo Pereira – Deportivo Cali 3:2 César Martínez 19, Hugo Sánchez 49, 72 - Léider Preciado 22, Máyer Andrés Candelo 62                                  |
| 10 sierpnia 2003 | América Cali – Millonarios FC 0:3 Jorge López Caballero 49, 81, Leonardo Rojano 90                                                                           |
| 10 sierpnia 2003 | Independiente Santa Fe – Atlético Bucaramanga 3:2 Edgar Francisco Delgado 13, Lucas Jaramillo 55, Carlos Ortíz 59 - Néider Morantes 51, Wilson Carpintero 88 |
| 10 sierpnia 2003 | Atlético Nacional – Independiente Medellín 2:1 Camilo Giraldo 60, Carmelo Valencia 87 - David Fernando Montoya 70                                            |
| 10 sierpnia 2003 | Atlético Junior – Deportivo Pasto 1:1 Orlando Ballesteros 22 - Leonardo Enciso 30                                                                            |
| 10 sierpnia 2003 | Centauros Villavicencio – Unión Magdalena 2:0 Néstor Salazar 4, Arley Betancurt 83                                                                           |
| 10 sierpnia 2003 | Atlético Huila – Quindío Armenia 0:0 |
| 10 sierpnia 2003 | Deportivo Tuluá – Tolima Ibagué 0:1 Justiniano Peña 65 |
| 10 sierpnia 2003 | Envigado – Once Caldas 1:2 John Freddy Correa 91 - Sergio Galván 11, Jhon Viáfara 62                                                                         |

### Finalización 6
| Data             | Mecz |
| ---------------- | --- |
| 15 sierpnia 2003 | Envigado – Independiente Santa Fe 1:2 Blas Pérez 44 - Jader Rojas 39, Aldo Ramírez 42                                                     |
| 16 sierpnia 2003 | Millonarios FC – Centauros Villavicencio 2:0 Jorge López Caballero 47, Andrés Pérez 65                                                    |
| 17 sierpnia 2003 | Deportivo Cali – Atlético Bucaramanga 3:2 Léider Preciado 49, Gerardo Bedoya 64, Luis Rojas 85 - Rafael Castillo 32, Wilson Carpintero 91 |
| 17 sierpnia 2003 | Once Caldas – América Cali 1:0 Arnulfo Valentierra 58k                                                                                    |
| 17 sierpnia 2003 | Deportivo Pasto – Deportivo Pereira 0:0                                                                                                   |
| 17 sierpnia 2003 | Tolima Ibagué – Atlético Junior 2:1 Jorge Ricardo Artigas 14, Rogerio Pereira 66 - Jamerson Rentería 79                                   |
| 17 sierpnia 2003 | Independiente Medellín – Deportivo Tuluá 1:2 David Fernando Montoya 31 - Eliécer Díaz 18, Hever Hinestroza 80                             |
| 17 sierpnia 2003 | Unión Magdalena – Atlético Huila 3:1 Erwin Carrillo 3, Carlos Vilarete 45, Andrés Buelvas 71 - Ramiro Madrid 66                           |
| 17 sierpnia 2003 | Quindío Armenia – Atlético Nacional 1:0 Jaques Carvalho 84                                                                                |

### Finalización 7
| Data             | Mecz                                                                                          |
| ---------------- | --------------------------------------------------------------------------------------------- |
| 24 sierpnia 2003 | América Cali – Envigado 1:2 Jersson González 84 - Johnny Ramírez 35, Víctor Cortés 76         |
| 24 sierpnia 2003 | Independiente Santa Fe – Deportivo Cali 0:0                                                   |
| 24 sierpnia 2003 | Atlético Huila – Millonarios FC 2:1 Angelmiro Escobar 77, Ramiro Madrid 93 - Julián Téllez 21 |
| 24 sierpnia 2003 | Deportivo Pereira – Tolima Ibagué 0:0                                                         |
| 24 sierpnia 2003 | Centauros Villavicencio – Once Caldas 0:1 Arnulfo Valentierra 75                              |
| 24 sierpnia 2003 | Atlético Nacional – Unión Magdalena 1:0 Edixon Perea 55                                       |
| 24 sierpnia 2003 | Deportivo Tuluá – Quindío Armenia 1:0 Márcio Cruz 35                                          |
| 24 sierpnia 2003 | Atlético Bucaramanga – Deportivo Pasto 1:0 Rafael Castillo 72                                 |
| 24 sierpnia 2003 | Atlético Junior – Independiente Medellín 1:0 Lin Carlos Henry 37                              |

### Finalización 8
| Data             | Mecz |
| ---------------- | --- |
| 31 sierpnia 2003 | América Cali – Independiente Santa Fe 0:0                                                                                                  |
| 31 sierpnia 2003 | Envigado – Centauros Villavicencio 3:1 Julio Valencia 15, Víctor Cortés 56, Juan Camilo Mejía 79 - Wilson Segura 42                        |
| 31 sierpnia 2003 | Once Caldas – Atlético Huila 3:3 Sergio Galván 1, Rubén Darío Velásquez 18, 38 - Guillermo Berrío 25, Germán Casas 33k, Luis José Pérez 35 |
| 31 sierpnia 2003 | Millonarios FC – Atlético Nacional 0:0 |
| 31 sierpnia 2003 | Unión Magdalena – Deportivo Tuluá 3:0 Carlos Vilarete 40, Fernando Pérez 80, 84                                                            |
| 31 sierpnia 2003 | Quindío Armenia – Atlético Junior 1:1 Andrés Casañas 59 - Martín Arzuaga 29                                                                |
| 31 sierpnia 2003 | Independiente Medellín – Deportivo Pereira 2:0 Jorge Horacio Serna 18, David Fernando Montoya 57                                           |
| 31 sierpnia 2003 | Tolima Ibagué – Atlético Bucaramanga 4:1 Rogerio Pereira 19, 35, 40, Jorge Ricardo Artigas 61 - Néider Morantes 87                         |
| 31 sierpnia 2003 | Deportivo Pasto – Deportivo Cali 1:1 Diego Fernando Valdés 58 - Carlos Castillo 44                                                         |

### Finalización 9
| Data             | Mecz |
| ---------------- | --- |
| 14 września 2003 | Deportivo Pereira – Once Caldas 1:1 Carlos Castro 74k - Sergio Galván 19                                            |
| 14 września 2003 | Atlético Bucaramanga – Envigado 0:2 Juan Camilo Mejía 56, Rafael Orrego 87                                          |
| 14 września 2003 | Deportivo Cali – América Cali 0:0                                                                                   |
| 14 września 2003 | Deportivo Pasto – Centauros Villavicencio 3:0 Pablo Jaramillo 61, Luis Guillermo Rivera 87, Gerardo Diego Seoane 86 |
| 14 września 2003 | Tolima Ibagué – Atlético Huila 1:1 Rogerio Pereira 78 - Iván Trujillo 60                                            |
| 14 września 2003 | Independiente Medellín – Atlético Nacional 1:2 Jorge Horacio Serna 43 - Jorge Agudelo 1, Juan Ricaurte 81           |
| 14 września 2003 | Quindío Armenia – Deportivo Tuluá 2:2 Henry Vásquez 9, Jaques Carvalho 48 - Eliécer Díaz 66, Faustino Asprilla 85   |
| 14 września 2003 | Unión Magdalena – Atlético Junior 3:1 Erwin Carrillo 21, Fernando Pérez 62, Carlos Vilarete 66 - Haider Palacio 78k |
| 14 września 2003 | Millonarios FC – Independiente Santa Fe 2:1 Jorge López Caballero 43, Luis Zapata 58 - Jader Rojas 76               |

### Finalización 10
| Data             | Mecz |
| ---------------- | --- |
| 21 września 2003 | Independiente Santa Fe – Deportivo Pasto 1:0 Carlos Ortíz 15                                                             |
| 21 września 2003 | Deportivo Cali – Tolima Ibagué 1:2 Léider Preciado 57 - Óscar Briceño 9, 57                                              |
| 21 września 2003 | Atlético Bucaramanga – Independiente Medellín 1:2 Iván Garrido 69 - Jamell Ramos 22, Jorge Horacio Serna 89              |
| 21 września 2003 | Deportivo Pereira – Quindío Armenia 2:0 Carlos Castro 21, Carlos Córdoba 81                                              |
| 21 września 2003 | Atlético Junior – Unión Magdalena 2:0 Martín Arzuaga 27, Orlando Ballesteros 58                                          |
| 21 września 2003 | Deportivo Tuluá – Millonarios FC 2:1 Márcio Cruz 13, 58 - Julián Téllez 4                                                |
| 21 września 2003 | Atlético Nacional – Once Caldas 1:1 Diego Toro 30 - Arnulfo Valentierra 87                                               |
| 21 września 2003 | Atlético Huila – Envigado 2:0 Ramiro Madrid 36, 82                                                                       |
| 21 września 2003 | Centauros Villavicencio – América Cali 1:3 Néstor Salazar 67 - John Jairo Castillo, Gabriel Antero 39, David Ferreira 57 |

### Finalización 11
| Data             | Mecz |
| ---------------- | --- |
| 24 września 2003 | Centauros Villavicencio – Independiente Santa Fe 1:0 Néstor Salazar 16                                                                         |
| 24 września 2003 | América Cali – Atlético Huila 1:1 Jersson González 28 - Ramiro Madrid 32                                                                       |
| 24 września 2003 | Envigado – Atlético Nacional 1:2 Francisco Primera 20 - Iván Velásquez 61, 74                                                                  |
| 24 września 2003 | Once Caldas – Deportivo Tuluá 2:4 Jefrey Díaz 1, Arnulfo Valentierra 22 - Márcio Cruz 43, Víctor Bonilla 46, 66, 67                            |
| 24 września 2003 | Millonarios FC – Atlético Junior 2:0 Andrés Pérez 35, Belmer Aguilar 58                                                                        |
| 24 września 2003 | Unión Magdalena – Deportivo Pereira 2:1 Carlos Vilarete 4, Luis Zuleta 88 - Hernán Darío Cardona 63                                            |
| 24 września 2003 | Quindío Armenia – Atlético Bucaramanga 3:2 Jaques Carvalho 23, Nelson Gómez 52, Ferley Villamil 68 - Felipe Benalcázar 5, Wilson Carpintero 66 |
| 24 września 2003 | Independiente Medellín – Deportivo Cali 2:0 William Vásquez 7, Jorge Horacio Serna 83                                                          |
| 24 września 2003 | Tolima Ibagué – Deportivo Pasto 0:1 Diego Cortés 24                                                                                            |

### Finalización 12
| Data             | Mecz |
| ---------------- | --- |
| 28 września 2003 | Independiente Santa Fe – Tolima Ibagué 0:0                                                                            |
| 28 września 2003 | Deportivo Pasto – Independiente Medellín 1:1 Jhon Viáfara 54 - David Fernando Montoya 71                              |
| 28 września 2003 | Atlético Bucaramanga – Unión Magdalena 0:1 Edwin Carrillo 12                                                          |
| 28 września 2003 | Deportivo Cali – Quindío Armenia 3:0 Carlos Castillo 50, Léider Preciado 69, 74k                                      |
| 28 września 2003 | Deportivo Pereira – Millonarios FC 2:0 Carlos Castro 12k, 73                                                          |
| 28 września 2003 | Atlético Junior – Once Caldas 4:2 Orlando Ballesteros 16, 63, 91, Martín Arzuaga 39 - Sergio Galván 7, Jefrey Díaz 10 |
| 28 września 2003 | Deportivo Tuluá – Envigado 0:0                                                                                        |
| 28 września 2003 | Atlético Nacional – América Cali 2:0 Freddy Grisales 34, 64                                                           |
| 28 września 2003 | Atlético Huila – Centauros Villavicencio 2:1 Vicente Preciado 6, Guillermo Berrío 67 - Wilson Segura 15               |

### Finalización 13
| Data                | Mecz                                                                                               |
| ------------------- | -------------------------------------------------------------------------------------------------- |
| 5 października 2003 | Atlético Huila – Independiente Santa Fe 0:0                                                        |
| 5 października 2003 | Centauros Villavicencio – Atlético Nacional 1:1 Herly Alcázar 40 - Edixon Perea 49                 |
| 5 października 2003 | América Cali – Deportivo Tuluá 1:1 Óscar Eduardo Villareal 29 - Víctor Bonilla 20                  |
| 5 października 2003 | Envigado – Atlético Junior 1:1 Blas Pérez 86 - Haider Palacio 82                                   |
| 5 października 2003 | Once Caldas – Deportivo Pereira 1:1 Rubén Darío Velásquez 3 - Hugo Sánchez 59                      |
| 5 października 2003 | Millonarios FC – Atlético Bucaramanga 2:1 Julián Téllez 18, Andrés Pérez 82 - Wilson Carpintero 72 |
| 5 października 2003 | Unión Magdalena – Deportivo Cali 3:0 Orlando Fuentes 43, Aníbal Pérez 81, 85                       |
| 5 października 2003 | Quindío Armenia – Deportivo Pasto 2:0 Nelson Gómez 19, Hernán Darío Reynolds 57                    |
| 5 października 2003 | Independiente Medellín – Tolima Ibagué 1:0 David Fernando Montoya 6k                               |

### Finalización 14
| Data                | Mecz |
| ------------------- | --- |
| 8 października 2003 | Independiente Santa Fe – Independiente Medellín 1:2 Jader Rojas 81 - David Fernando Montoya 34, Roberto Carlos Cortés 86 |
| 8 października 2003 | Tolima Ibagué – Quindío Armenia 2:1 John Charria 48, Rogerio Pereira 77 - José María Passo 14s                           |
| 8 października 2003 | Deportivo Pasto – Unión Magdalena 2:1 Leonardo Enciso 3, Wilmer Díaz 67 - Luis Zuleta 66                                 |
| 8 października 2003 | Deportivo Cali – Millonarios FC 3:0 Gerardo Bedoya 6, Carlos Castillo 44, Máyer Andrés Candelo 85k                       |
| 8 października 2003 | Atlético Bucaramanga – Once Caldas 3:2 Néider Morantes 49, Carlos Sandoval 26, 54 - Edgar Cataño 22, Julián Díaz 84      |
| 8 października 2003 | Deportivo Pereira – Envigado 1:1 Carlos Castro 31 - Edison Aguilar 26                                                    |
| 8 października 2003 | Atlético Junior – América Cali 1:2 Martín Arzuaga 73 - John Jairo Castillo 28, Mauricio Mendoza 84                       |
| 8 października 2003 | Deportivo Tuluá – Centauros Villavicencio 0:0                                                                            |
| 8 października 2003 | Atlético Nacional – Atlético Huila 2:1 Héctor Hurtado 11, Róbinson Alexander Muñoz 76k - Ramiro Madrid 35                |

### Finalización 15
| Data                 | Mecz |
| -------------------- | --- |
| 12 października 2003 | Atlético Nacional – Independiente Santa Fe 1:1 Freddy Grisales 13 - Edgar Francisco Delgado 59                                                                      |
| 12 października 2003 | Atlético Huila – Deportivo Tuluá 3:2 Guillermo Berrío 36, Edú Aponzá 58, Ramiro Madrid 71 - Víctor Bonilla 27, 34                                                   |
| 12 października 2003 | Centauros Villavicencio – Atlético Junior 1:2 Wilson Segura 12 - Lin Carlos Henry 48, Roberto Peñaloza 71                                                           |
| 12 października 2003 | América Cali – Deportivo Pereira 4:3 Nondier Romero 11, Jean Franco Ferrari 28, John Jairo Castillo 30, David Ferreira 55 - Carlos Castro 23, 77, Carlos Córdoba 72 |
| 12 października 2003 | Envigado – Atlético Bucaramanga 1:1 Edison Aguilar 77 - Rafael Castillo 12                                                                                          |
| 12 października 2003 | Once Caldas – Deportivo Cali 2:3 Sergio Galván 16, Elkin Soto 47 - Léider Preciado 65, 70, Jorge Díaz 83                                                            |
| 12 października 2003 | Millonarios FC – Deportivo Pasto 0:1 Leonardo Enciso 17 |
| 12 października 2003 | Unión Magdalena – Tolima Ibagué 2:0 Fernando Pérez 52, Elkin Amador 93                                                                                              |
| 12 października 2003 | Quindío Armenia – Independiente Medellín 1:1 Andrés Felipe Guapacha 67 - William Vásquez 54                                                                         |

### Finalización 16
| Data                 | Mecz                                                                                                   |
| -------------------- | --- |
| 19 października 2003 | Independiente Medellín – Unión Magdalena 1:0 Sergio Guzmán 70                                          |
| 19 października 2003 | Tolima Ibagué – Millonarios FC 3:0 Arley Dinas 14, Jorge Ricardo Artigas 48, Henry Zambrano 90         |
| 19 października 2003 | Deportivo Pasto – Once Caldas 1:0 Jhon Viáfara 48                                                      |
| 19 października 2003 | Independiente Santa Fe – Quindío Armenia 0:0                                                           |
| 19 października 2003 | Deportivo Cali – Envigado 1:1 Carlos Castillo 1 - Juan Camilo Mejía 85                                 |
| 19 października 2003 | Atlético Bucaramanga – América Cali 2:2 Wilson Galeano 55, Rodrigo Ruíz 91 - John Jairo Castillo 8, 80 |
| 19 października 2003 | Deportivo Pereira – Centauros Villavicencio 1:1 Carlos Castro 12 - Herly Alcázar 61                    |
| 19 października 2003 | Atlético Junior – Atlético Huila 1:0 César Faucet 42                                                   |
| 19 października 2003 | Deportivo Tuluá – Atlético Nacional 0:1 Róbinson Muñoz 56                                              |

### Finalización 17
| Data                 | Mecz |
| -------------------- | --- |
| 29 października 2003 | Centauros Villavicencio – Atlético Bucaramanga 1:1 Wilson Segura 36 - Farid Díaz 75                                                                             |
| 29 października 2003 | Once Caldas – Tolima Ibagué 1:0 Arnulfo Valentierra 68k |
| 29 października 2003 | Atlético Nacional – Atlético Junior 4:2 Héctor Hurtado 10, Aquivaldo Mosquera 20, Róbinson Muñoz 45k, Iván Velásquez 86 - Luis Cassiani 11, Lin Carlos Henry 26 |
| 29 października 2003 | Unión Magdalena – Quindío Armenia 0:2 James López 35, Iván Valenciano 45                                                                                        |
| 29 października 2003 | Millonarios FC – Independiente Medellín 3:1 Julián Téllez 56, 74, 88 - William Vásquez 76                                                                       |
| 29 października 2003 | América Cali – Deportivo Cali 1:3 Jean Franco Ferrari 84 - Jorge Díaz 49, Máyer Andrés Candelo 81, Léider Preciado 90                                           |
| 29 października 2003 | Atlético Huila – Deportivo Pereira 2:1 Ramiro Madrid 51, Edú Aponzá 53 - Hernán Darío Cardona 46                                                                |
| 29 października 2003 | Envigado – Deportivo Pasto 2:3 Juan Camilo Mejía 59, Duván Hernández 73 - Leonardo Enciso 11, 85, Jorge Zapata 79                                               |
| 29 października 2003 | Deportivo Tuluá – Independiente Santa Fe 1:1 Alex Fernández 72 - Mario Alejandro González 6                                                                     |

### Finalización 18
| Data             | Mecz |
| ---------------- | --- |
| 2 listopada 2003 | Quindío Armenia – Millonarios FC 3:1 Iván Valenciano 5, Nelson Gómez 72, 81 - Martín Pérez 34                                                                  |
| 2 listopada 2003 | Deportivo Cali – Centauros Villavicencio 3:0 Carlos Castillo 43, Jorge Díaz 47k, Álvaro Domínguez 69                                                           |
| 2 listopada 2003 | Atlético Junior – Deportivo Tuluá 1:0 Emerson Acuña 61 wkrótce po zakończeniu meczu zawaliła się galeria, na skutek czego 2 osoby zostały zabite, a 35 rannych |
| 2 listopada 2003 | Independiente Santa Fe – Unión Magdalena 3:0 Lucas Jaramillo 18, Jader Rojas 24, Iván López 65                                                                 |
| 2 listopada 2003 | Deportivo Pasto – América Cali 1:2 Óscar Darío Martínez 51 - Luis Cifuentes 13, José Alcides Moreno 15                                                         |
| 2 listopada 2003 | Tolima Ibagué – Envigado 1:1 Rogerio Pereira 64 - Edison Aguilar 52k                                                                                           |
| 2 listopada 2003 | Atlético Bucaramanga – Atlético Huila 1:1 Hernán Sarmiento 72 - Miguel Rojas 78                                                                                |
| 2 listopada 2003 | Deportivo Pereira – Atlético Nacional 1:0 Carlos Castro 79 |
| 2 listopada 2003 | Independiente Medellín – Once Caldas 1:0 William Vásquez 40 |

### Tabela końcowa turnieju Finalización 2003
| Poz | Klub                    | Mecze | Zw | Rem | Por | Pkt | BrZd | BrStr |
| --- | ----------------------- | ----- | -- | --- | --- | --- | ---- | ----- |
| 1   | Deportivo Cali          | 18    | 10 | 4   | 4   | 34  | 34   | 18    |
| 2   | Atlético Nacional       | 18    | 9  | 5   | 4   | 32  | 23   | 14    |
| 3   | Unión Magdalena         | 18    | 9  | 1   | 8   | 28  | 20   | 18    |
| 4   | Independiente Medellín  | 18    | 8  | 4   | 6   | 28  | 20   | 15    |
| 5   | Deportivo Pasto         | 18    | 8  | 4   | 6   | 28  | 20   | 19    |
| 6   | Tolima Ibagué           | 18    | 7  | 6   | 5   | 27  | 22   | 17    |
| 7   | Millonarios FC          | 18    | 8  | 2   | 8   | 26  | 21   | 21    |
| 8   | Atlético Junior         | 18    | 7  | 4   | 7   | 25  | 24   | 28    |
| 9   | Deportivo Pereira       | 18    | 6  | 7   | 5   | 25  | 20   | 18    |
| 10  | Quindío Armenia         | 18    | 6  | 7   | 5   | 25  | 21   | 20    |
| 11  | América Cali            | 18    | 6  | 7   | 5   | 25  | 23   | 23    |
| 12  | Atlético Huila          | 18    | 6  | 6   | 6   | 24  | 23   | 25    |
| 13  | Independiente Santa Fe  | 18    | 5  | 9   | 4   | 24  | 15   | 13    |
| 14  | Once Caldas             | 18    | 4  | 6   | 8   | 18  | 20   | 26    |
| 15  | Envigado                | 18    | 3  | 9   | 6   | 18  | 18   | 21    |
| 16  | Atlético Bucaramanga    | 18    | 4  | 5   | 9   | 17  | 24   | 30    |
| 17  | Deportivo Tuluá         | 18    | 4  | 5   | 9   | 17  | 16   | 26    |
| 18  | Centauros Villavicencio | 18    | 4  | 5   | 9   | 17  | 15   | 27    |

### Finalización Cuadrangulares

#### Finalización Cuadrangulares 1
| Data             | Mecz |
| ---------------- | --- |
| 9 listopada 2003 | Millonarios FC – Unión Magdalena 1:0 Carlos Ortíz 33                                                                           |
| 9 listopada 2003 | Deportivo Pasto – Deportivo Cali 0:1 Léider Preciado 26                                                                        |
| 9 listopada 2003 | Atlético Junior – Independiente Medellín 3:2 Leiner Rolong 2, Lin Carlos Henry 26k, José Amaya 83 - Jorge Horacio Serna 22, 55 |
| 9 listopada 2003 | Atlético Nacional – Tolima Ibagué 1:2 Edixon Perea 6 - Arley Dinas 24, Rogerio Pereira 93                                      |

#### Finalización Cuadrangulares 2
| Data              | Mecz                                           |
| ----------------- | ---------------------------------------------- |
| 22 listopada 2003 | Deportivo Cali – Millonarios FC 1:1            |
| 22 listopada 2003 | Independiente Medellín – Atlético Nacional 1:2 |
| 22 listopada 2003 | Tolima Ibagué – Atlético Junior 1:1            |
| 22 listopada 2003 | Unión Magdalena – Deportivo Pasto 1:0          |

#### Finalización Cuadrangulares 3
| Data              | Mecz                                                         |
| ----------------- | ------------------------------------------------------------ |
| 26 listopada 2003 | Unión Magdalena – Deportivo Cali 0:0                         |
| 26 listopada 2003 | Millonarios FC – Deportivo Pasto 1:0 Martín Perezlindo 58    |
| 27 listopada 2003 | Tolima Ibagué – Independiente Medellín 1:0 Rogerio Pereira 4 |
| 27 listopada 2003 | Atlético Nacional – Atlético Junior 1:0 José Amaya 74        |

#### Finalización Cuadrangulares 4
| Data              | Mecz |
| ----------------- | --- |
| 29 listopada 2003 | Deportivo Cali – Unión Magdalena 2:2 Carlos Castillo 23, Máyer Andrés Candelo 53 - Carlos Vilarete 69, 87k |
| 29 listopada 2003 | Atlético Junior – Atlético Nacional 1:0 José Amaya 74                                                      |
| 29 listopada 2003 | Independiente Medellín – Tolima Ibagué 2:0 Róbinson Muñoz 12, Roberto Carlos Cortés 76                     |
| 30 listopada 2003 | Deportivo Pasto – Millonarios FC 1:3 Hárold Viáfara 15 - Martín Perezlindo 9, 47, Luis Zapata 76           |

#### Finalización Cuadrangulares 5
| Data           | Mecz |
| -------------- | --- |
| 6 grudnia 2003 | Atlético Junior – Tolima Ibagué 3:2 Orlando Ballesteros 67, 88, Marcos Cardozo 94k - Henry Zambrano 77, 84                                                                 |
| 6 grudnia 2003 | Atlético Nacional – Independiente Medellín 4:2 Martín Echeverría 15, Iván Velásquez 57, Aquivaldo Mosquera 69, Juan Ricaurte 84 - Jorge Horacio Serna 51, Diego Álvarez 75 |
| 7 grudnia 2003 | Millonarios FC – Deportivo Cali 2:3 |
| 7 grudnia 2003 | Deportivo Pasto – Unión Magdalena 2:2 |

#### Finalización Cuadrangulares 6
| Data            | Mecz |
| --------------- | --- |
| 14 grudnia 2003 | Deportivo Cali – Deportivo Pasto 3:1 Léider Preciado 39k, Elkin Antonio Murillo 59, Álvaro Domínguez 83 - Luis Omar Valencia 50 |
| 14 grudnia 2003 | Unión Magdalena – Millonarios FC 2:1 José Herrera 30, Carlos Vilarete 52 - Julián Téllez 62                                     |
| 14 grudnia 2003 | Tolima Ibagué – Atlético Nacional 2:0 Ricardo Ciciliano 47, 92                                                                  |
| 14 grudnia 2003 | Independiente Medellín – Atlético Junior 1:0 Ricardo Steer 55                                                                   |

#### Tabele końcowe Finalización Cuadrangulares
Wobec równego bilansu w grupie B o pierwszym miejscu zadecydowało miejsce w tabeli końcowej turnieju Finalización
| Poz | Klub            | Mecze | Zw | Rem | Por | Pkt | BrZd | BrStr |
| --- | --------------- | ----- | -- | --- | --- | --- | ---- | ----- |
| 1   | Deportivo Cali  | 6     | 3  | 3   | 0   | 12  | 10   | 6     |
| 2   | Millonarios FC  | 6     | 3  | 1   | 2   | 10  | 9    | 7     |
| 3   | Unión Magdalena | 6     | 2  | 3   | 1   | 9   | 7    | 6     |
| 4   | Deportivo Pasto | 6     | 0  | 1   | 5   | 1   | 4    | 11    |

| Poz | Klub                   | Mecze | Zw | Rem | Por | Pkt | BrZd | BrStr |
| --- | ---------------------- | ----- | -- | --- | --- | --- | ---- | ----- |
| 1   | Tolima Ibagué          | 6     | 3  | 1   | 2   | 10  | 8    | 7     |
| 2   | Atlético Junior        | 6     | 3  | 1   | 2   | 10  | 8    | 7     |
| 3   | Atlético Nacional      | 6     | 3  | 0   | 3   | 9   | 8    | 8     |
| 4   | Independiente Medellín | 6     | 2  | 0   | 4   | 6   | 8    | 10    |

### Finalización Finalisima
| Tolima Ibagué – Deportivo Cali 2:0 i 1:3, karne 4:2 |
| 17 grudnia 2003 Ibagué Estadio Manuel Murillo Toro (?) Tolima Ibagué – Deportivo Cali 2:0 (0:0) Sędzia: ? Bramki: 1:0 Rogerio Pereira 51, 2:0 Rogerio Pereira 83 Corporación Club Deportes Tolima (trener ?): ? Asociación Club Deportivo Cali (trener ?): ?                                                        |
| 21 grudnia 2003 Cali Estadio Pascual Guerrero (?) Deportivo Cali – Tolima Ibagué 3:1 (3:1), karne 2:4 Sędzia: ? Bramki: 1:0 Jorge Díaz 15, 2:0 Léider Preciado 20, 2:1 Gerardo Bedoya 34s, 3:1 Elkin Antonio Murillo 39 Asociación Club Deportivo Cali (trener ?): ? Corporación Club Deportes Tolima (trener ?): ? |

Mistrzem Kolumbii turnieju Finalización w roku 2003 został klub Tolima Ibagué, natomiast wicemistrzem Kolumbii - klub Deportivo Cali.

## Strzelcy bramek Finalización 2003
| Gole | Piłkarz         | Klub           |
| ---- | --------------- | -------------- |
| 16   | Léider Preciado | Deportivo Cali |
| 10   | Carlos Castillo | Deportivo Cali |
| 10   | Rogerio Pereira | Tolima Ibagué  |
| 10   | Julián Téllez   | Millonarios FC |

## Tabela sumaryczna 2003
| Poz | Klub                    | Mecze | Zw | Rem | Por | Pkt | BrZd | BrStr |
| --- | ----------------------- | ----- | -- | --- | --- | --- | ---- | ----- |
| 1   | Deportivo Cali          | 36    | 18 | 8   | 10  | 62  | 61   | 40    |
| 2   | Millonarios FC          | 36    | 16 | 9   | 11  | 57  | 44   | 35    |
| 3   | América Cali            | 36    | 14 | 14  | 8   | 56  | 54   | 46    |
| 4   | Unión Magdalena         | 36    | 16 | 6   | 14  | 54  | 42   | 40    |
| 5   | Independiente Medellín  | 36    | 15 | 8   | 13  | 53  | 49   | 38    |
| 6   | Atlético Junior         | 36    | 15 | 8   | 13  | 53  | 43   | 45    |
| 7   | Once Caldas             | 36    | 14 | 11  | 11  | 53  | 46   | 41    |
| 8   | Atlético Nacional       | 36    | 15 | 7   | 14  | 52  | 40   | 34    |
| 9   | Deportivo Pereira       | 36    | 13 | 11  | 12  | 50  | 42   | 44    |
| 10  | Atlético Huila          | 36    | 12 | 14  | 10  | 50  | 45   | 47    |
| 11  | Tolima Ibagué           | 36    | 13 | 10  | 13  | 49  | 46   | 41    |
| 12  | Deportivo Pasto         | 36    | 12 | 11  | 13  | 47  | 35   | 37    |
| 13  | Centauros Villavicencio | 36    | 11 | 13  | 12  | 46  | 39   | 48    |
| 14  | Atlético Bucaramanga    | 36    | 10 | 12  | 14  | 42  | 45   | 50    |
| 15  | Independiente Santa Fe  | 36    | 10 | 12  | 14  | 42  | 30   | 36    |
| 16  | Envigado                | 36    | 9  | 13  | 14  | 40  | 38   | 44    |
| 17  | Quindío Armenia         | 36    | 9  | 11  | 16  | 38  | 34   | 48    |
| 18  | Deportivo Tuluá         | 36    | 6  | 14  | 16  | 32  | 31   | 50    |